# 에스코바르 (영화)
《에스코바르》(영어: Loving Pablo)는 2018년에 개봉한 스페인의 액션, 범죄, 전기 영화이다. 페르난도 레온 데 아라노아가 감독을, 페르난도 레온 데 아라노아와 비르히니아 바예호, 제프 짐발리스트, 마이클 짐발리스트가 각본을 맡았다. 미국에서는 2018년 6월 15일에, 대한민국에서는 2018년 11월 15일에 개봉되었다.

## 줄거리
마약왕 에스코바르와 미국의 피할 수 없는 대결! 세기를 뒤흔든 마약 전쟁이 시작된다!
자선단체 설립 기념 파티에서 만난 에스코바르(하비에르 바르뎀)와 비르히니아(페넬로페 크루즈)는 인터뷰를 계기로 급속도로 가까워지게 된다. 유명 앵커인 비르히니아는 에스코바르의 내연녀이자 조력자가 되어 메데인 카르텔의 보스인 에스코바르의 정계 진출까지 돕는다.
하지만 미국 내 마약의 80%를 공급하며 엄청난 달러를 축적하는 에스코바르를 두고 볼 수 없었던 미국은 에스코바르를 잡으려 혈안이 되고, 이를 담당한 마약단속국의 셰퍼드 요원(피터 사스가드)은 그의 내연녀 비르히니아에게 접근하는데...

## 출연진
- 하비에르 바르뎀 - 파블로 에스코바르 역
- 페넬로페 크루즈 - 비르히니아 바예호 역
- 피터 사스가드 - 셰퍼드 요원 역
- 줄리에스 레스트레포 - 마리아 빅토리아 헤나오 역
- 오스카 자에나다 - 산토로 역